# Вавіловка
Ваві́ловка (рос. Вавиловка) — присілок у складі Бакчарського району Томської області, Росія. Адміністративний центр Вавіловського сільського поселення.

## Населення
Населення — 571 особа (2010; 514 у 2002).
Національний склад (станом на 2002 рік):
- росіяни — 78 %